# Monte della Guardia
Il Monte della Guardia (1.658 m s.l.m.) è una montagna delle Prealpi Liguri (nella sezione alpina Alpi Liguri). Si trova in provincia di Cuneo (Piemonte) non lontano dal confine con la Liguria.

## Descrizione

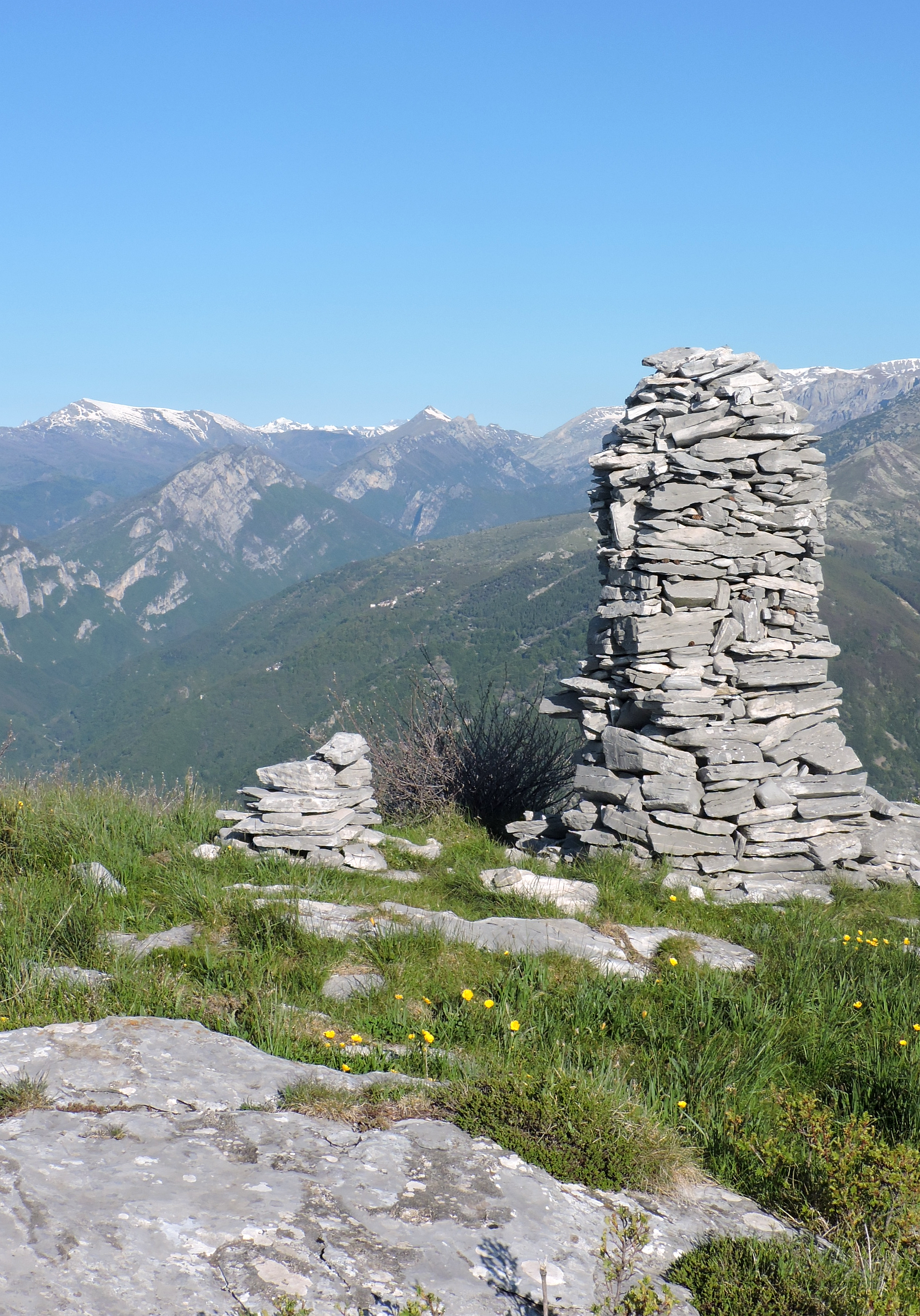
L'ometto sulla cima, sullo sfondo il Monte Bertrand.

Il Monte della Guardia è collocato sulla catena principale alpina, nel tratto dove questa fa da spartiacque tra l'Alta Val Tanaro (a nord-ovest) e la valle del torrente Pennavaira (a sud-est). I suoi versanti esposti verso la val Tanaro sono rocciosi e dirupati, mentre i pendii che si affacciano verso il Mar Ligure sono più dolci e si presentano coperti di boschi fin quasi alla cima della montagna. Verso nord-est il valico della Colla Bassa la separa dal Monte Armetta, mentre in direzione sud-ovest il crinale si biforca poco prima del Colle di Caprauna: una costiera montuosa risale alla Rocca delle Penne e divide tra loro le valli del Pennavaira e dell'Arroscia, mentre il crinale alpino principale prosegue più a nord verso il Colle di Nava. Amministrativamente il Monte della Guardia si trova al confine tra i comuni di Ormea e di Caprauna, entrambi in provincia di Cuneo.
Sulla cima, dalla quale si gode di un vastissimo panorama, sorge un grosso ometto di pietrame. Poco a sud-ovest del punto culminante, su una anticima, si trova una croce metallica con fissato alla base un libro di vetta, collocata in loco dal CAI di Asti. La prominenza topografica del monte della Guardia è di 80 metri.

## Geologia
La zona dove è collocato il Monte della Guardia è caratterizzata da rocce calcaree di origine triassica. In direzione del monte Armetta, sul versante che guarda verso il Tanaro, si trova la vasta Grotta dei Dighè.. La cavità, anche nota come Garb del Dighea, è stata esplorata a fine Ottocento da un punto di vista entomologico ed ospita una interessante fauna troglobia tra cui un artropodo endemico della Val Tanaro, Plectogona sanfilippoi, subsp. Digheae.

## Accesso alla cima

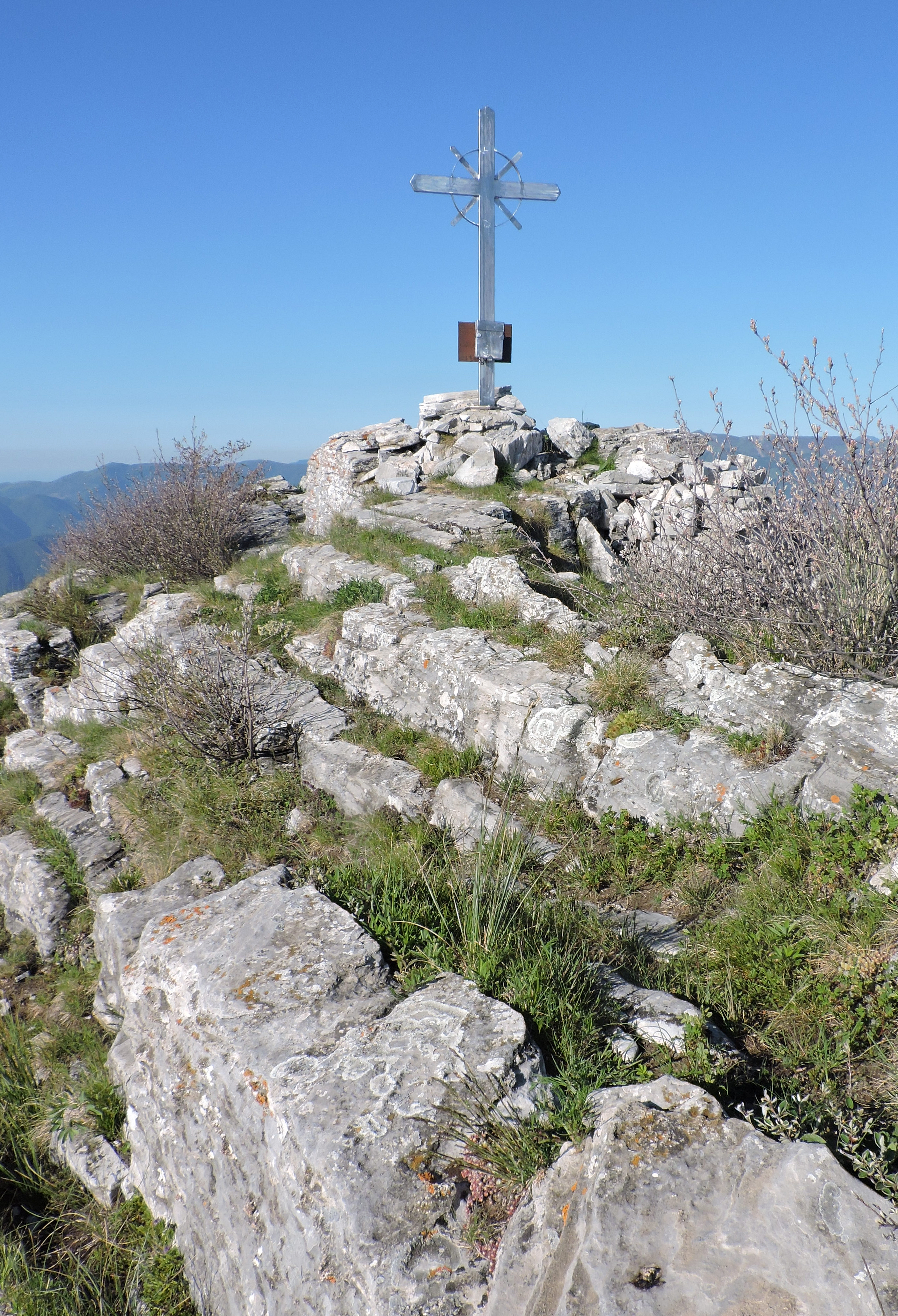
Croce di vetta

Il monte della Guardia può essere facilmente essere raggiunto con una breve digressione rispetto all'Alta via dei Monti Liguri, che transita a breve distanza dalla cima sul versante affacciato verso il Mar Ligure. Durante l'inverno il versante nord della montagna offre alcune interessanti cascate di ghiaccio.

## Punti di appoggio
- Rifugio Pian dell’Arma, sul versante ligure.